# Astragalus asper
Astragalus asper är en ärtväxtart som beskrevs av Nikolaus Joseph von Jacquin. Astragalus asper ingår i släktet vedlar, och familjen ärtväxter. Inga underarter finns listade i Catalogue of Life.

## Bildgalleri

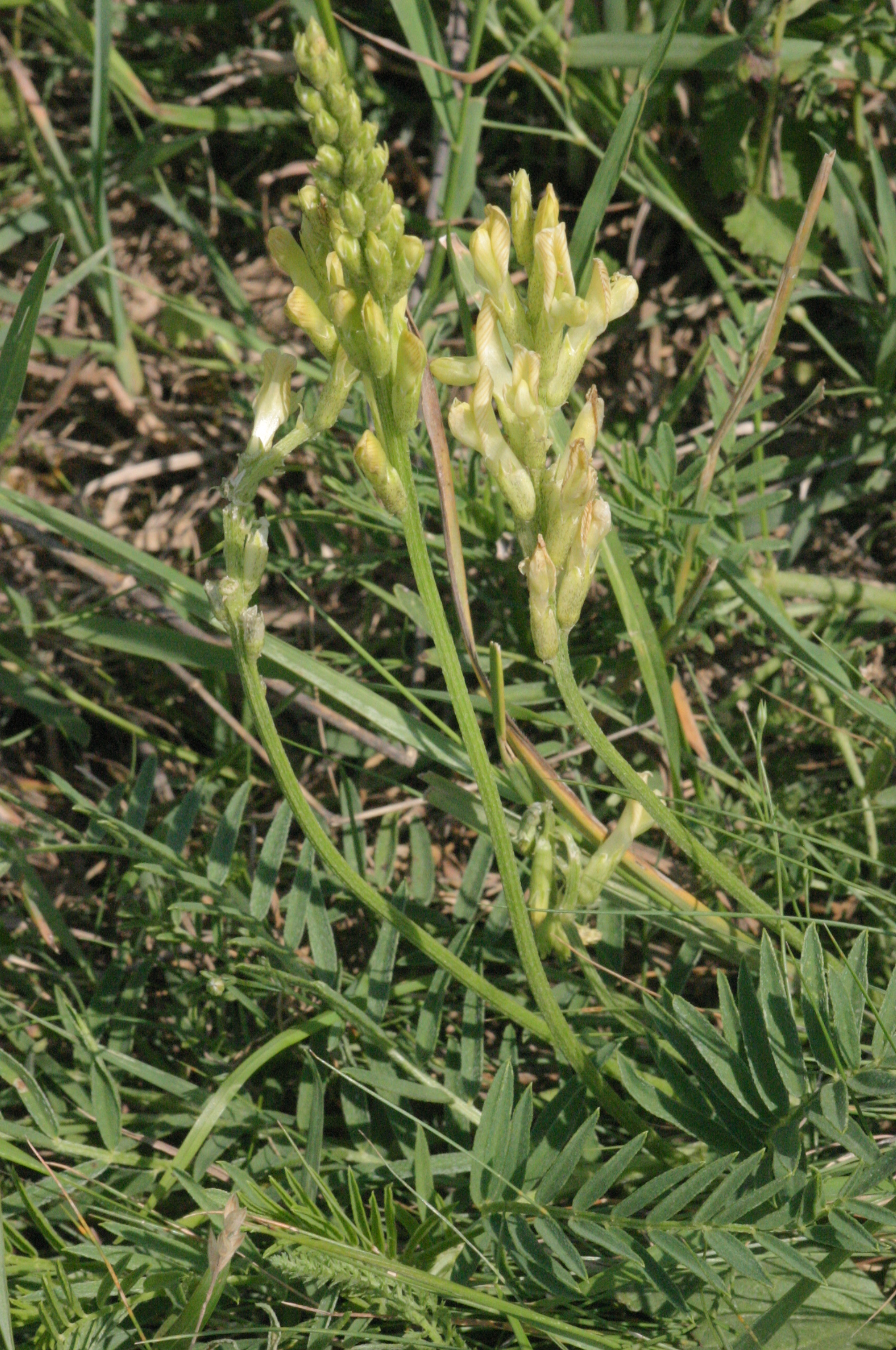
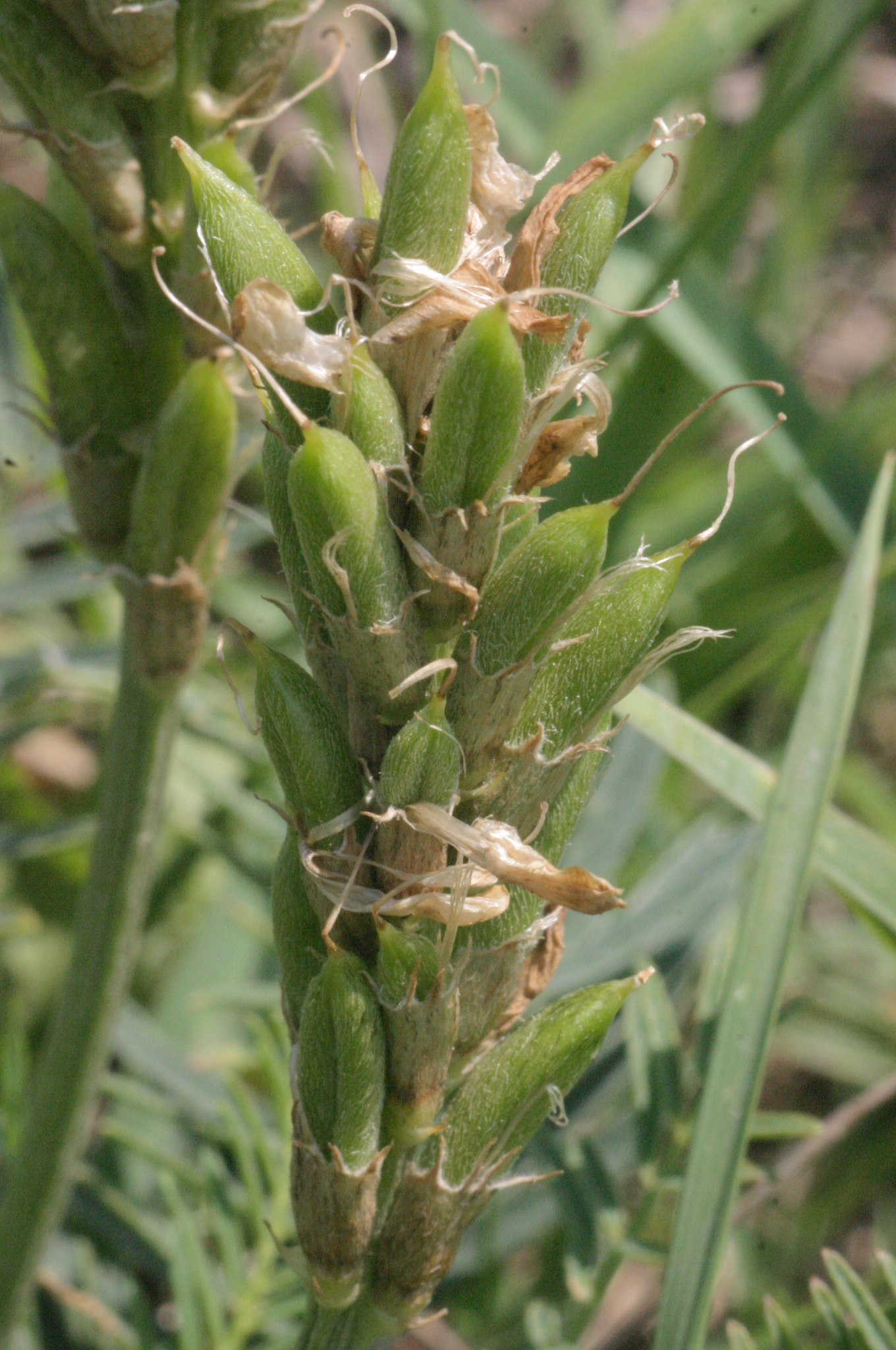
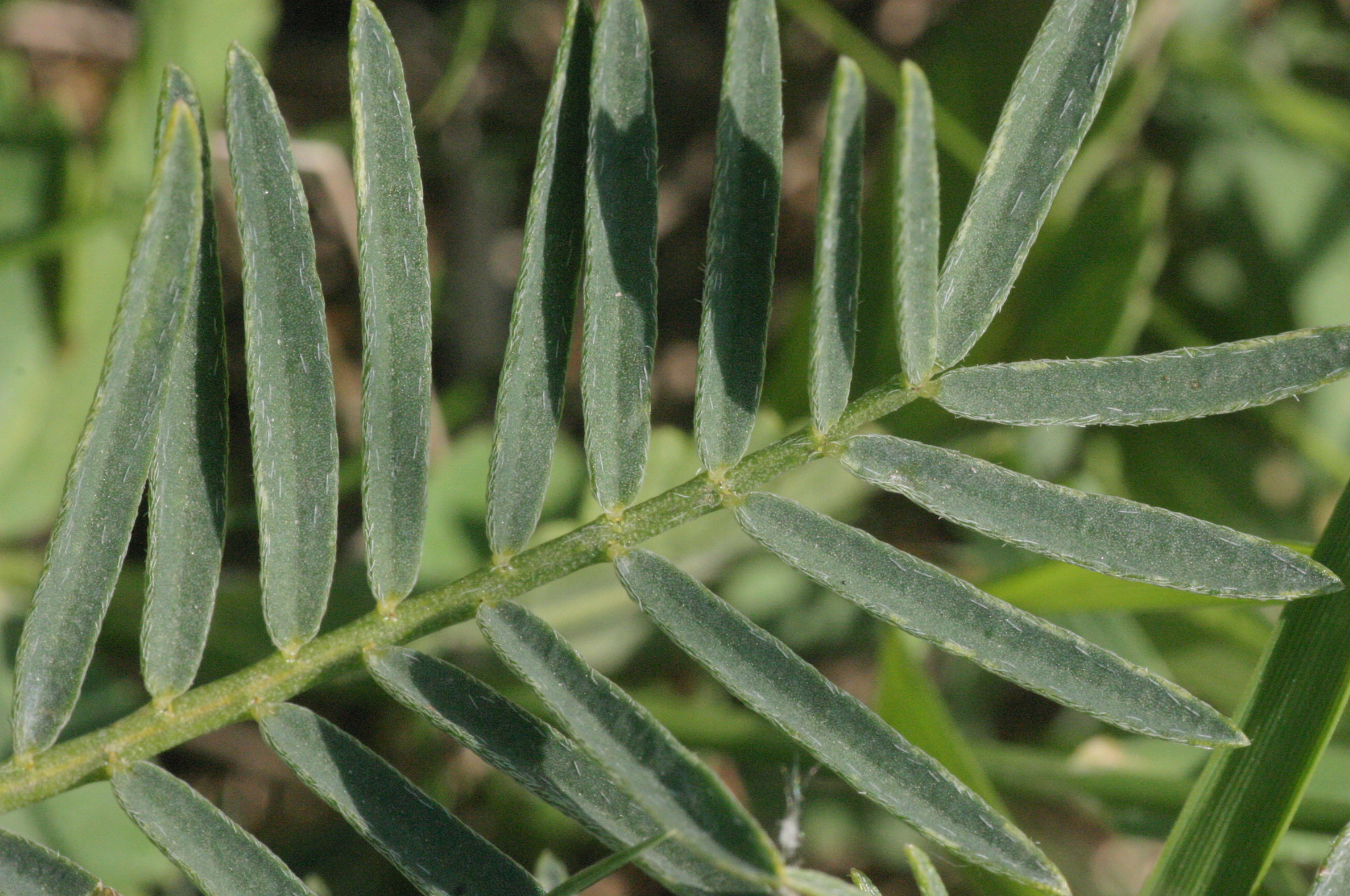
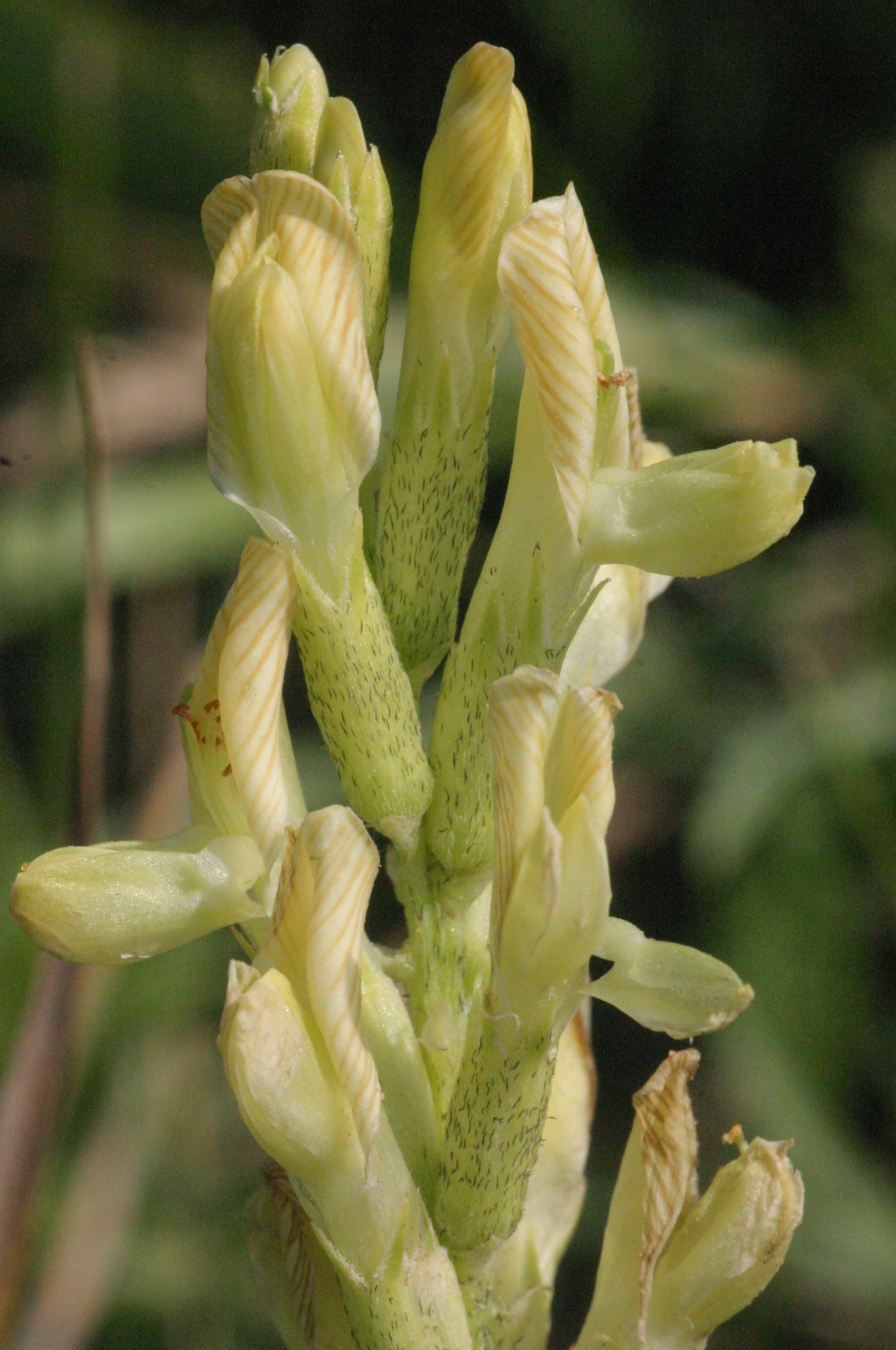